# 末永健雄
末永 健雄（すえなが たけお、1994年7月31日 - ）は、ジャパンラグビーリーグワンクボタスピアーズ船橋・東京ベイに所属するラグビー選手。

## プロフィール
- 福岡県出身[1]。
- ポジションはナンバーエイト(No8)、フランカー(FL)。
- 身長 178 cm、体重 94 kg
- U20日本代表[2] とジュニア・ジャパンに選ばれたことがある[3]。

## 略歴
2013年、福岡高校卒業後、同志社大学に入る。なお福岡高校時代、高校日本代表に選ばれたことがある。
2017年、同志社大学卒業後、クボタスピアーズ(現・クボタスピアーズ船橋・東京ベイ)に加入。同年8月19日に行われたジャパンラグビートップリーグ第1節のパナソニック ワイルドナイツ戦にて途中出場で公式戦初出場を果たす。

## MV出演
- Carnavacation「だれも知らない」[7]。